# Donderen in Keulen
Donderen in Keulen is een quiz op Eén gepresenteerd door Sven De Leijer. 
In het programma nemen twee teams het tegen elkaar op. Elk team bestaat uit een OBV (Onbekende Vlaming) en twee BV's. De onbekende Vlaming kan een totaal aan kilometers winnen, waarmee hij of zij dan een reis kan maken. De teams spelen verschillende rondes waarin de kilometers verzameld worden. Ten slotte speelt het beste team de Final Mondial.
Verschillende delen van het programma maken gebruik van 27 wereldbewoners uit 9 verschillende landen, die vragen beantwoorden over hun gewoontes en hun leven. De spelers moeten dan raden wie van de buitenlanders welk antwoord gegeven heeft. Dit programma wordt vanaf 1 januari 2021 ook in Nederland uitgezonden onder de titel Iedereen is van de Wereld. Het wordt in Nederland uitgezonden op SBS6 en gepresenteerd door Jan Versteegh.

## Onderdelen
Ronde 1 Que si, que noIn de kennismakingsronde krijgen de 27 wereldbewoners enkele ja/nee-vragen voorgeschoteld. De twee teams moeten inschatten wie welk antwoord heeft gegeven.
Ronde 2 Tous ensembleIn deze ronde moeten de wereldbewoners iets uitbeelden, nabootsen of tekenen, en de teams moeten raden wat dat is.
Ronde 3 The Voice of AmericaReporter Jelle De Beule trok in New York de straat op en stelde ludieke vragen aan de bevolking. Kunnen de teams inschatten wat hun antwoorden waren?
Ronde 4 Ein Fall für dreiDe twee teams krijgen de slaapkamers, keukens, tuin... van de wereldbewoners te zien. Kunnen zij raden bij welke van drie personen welke kamer hoort?
Ronde 5 A la carteIn deze ronde spelen de teams met hun al verzamelde reiskilometers. Elk team krijgt een landkaart voorgeschoteld. Sven stelt een vraag, het antwoord is een locatie op die kaart. De teams moeten de locatie aanduiden met een radar, die ze groter of kleiner kunnen maken met gebruik van hun reiskilometers. Bij een fout antwoord gaat de wereldbol van het team een beetje dicht; bij een goed antwoord van het andere team ook. Na drie keer sluiten is de bol helemaal dicht, en wordt het team uitgeschakeld.
Ronde 6 Final mondialHet overblijvend team moet 6 vragen beantwoorden terwijl hun wereldbol langzaam dicht gaat. Elk teamlid krijgt om de beurt 3 vragen, waarbij ze 1 vraag moeten doorgeven aan een buitenlander.